# Domaháza
Domaháza là một thị trấn thuộc hạt Borsod-Abaúj-Zemplén, Hungary. Thị trấn này có diện tích 28,83 km², dân số năm 2010 là 857 người, mật độ 30 người/km².